# Peugeot Type 183
La Peugeot 12 CV Six (type 183) est un modèle automobile produit par Peugeot entre 1928 et 1932.

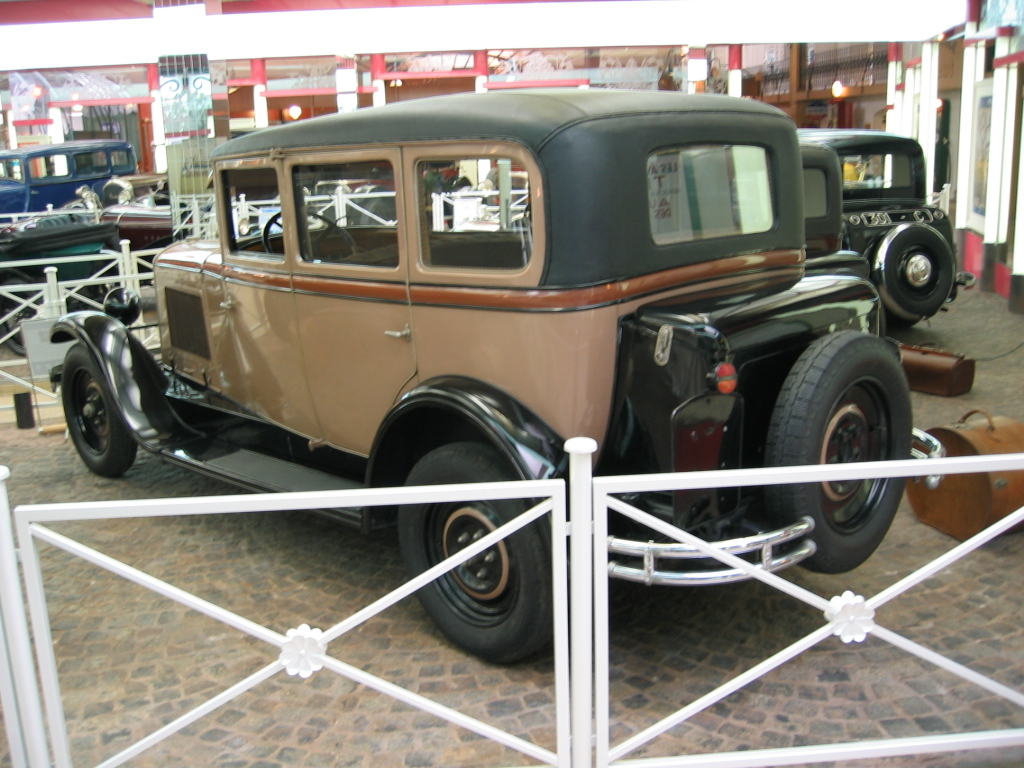
Ce spacieux modèle limousine équipé d'un moteur six cylindres, qui rend la conduite plus souple, a un certain succès auprès des taxis parisiens.